# アル・トゥマーマ・スタジアム
アル・トゥマーマ・スタジアム（アラビア語：ملعب الثمامة、英語：Al Thumama Stadium）は、カタール・アル・トゥマーマにあるサッカー競技場。2022 FIFAワールドカップで使用された。スタジアムはハマド国際空港に近い。

## 歴史
こけら落としは2021年10月のアミールカップ決勝であった。
2018年5月、本スタジアムは、スポーツとスタジアムの部門でMIPIM/Architectural Review Future Project Awardを受賞。
2021年、FIFAアラブカップにて開催国のカタールとアルジェリアの間の準決勝試合を含む6試合を開催。
2022年、FIFAワールドカップカタール大会にてモロッコがアフリカ勢初のベスト4進出を決める。

## 2022 FIFAワールドカップ
| 開催日   | 時間(UTC+3) | チーム#1 | 結果  | チーム#2       | ラウンド   | 観衆   |
| -------- | ----------- | -------- | ----- | -------------- | ---------- | ------ |
| 11月21日 | 19:00       | セネガル | 0 – 2 | オランダ       | Group A    | 41,721 |
| 11月23日 | 19:00       | スペイン | 7 – 0 | コスタリカ     | Group E    | 40,013 |
| 11月25日 | 16:00       | カタール | 1 – 3 | セネガル       | Group A    | 41,797 |
| 11月27日 | 16:00       | ベルギー | 0 – 2 | モロッコ       | Group F    | 43,738 |
| 11月29日 | 22:00       | イラン   | 0 – 1 | アメリカ合衆国 | Group B    | 42,127 |
| 12月1日  | 18:00       | カナダ   | 1 – 2 | モロッコ       | Group F    | 43,102 |
| 12月4日  | 18:00       | フランス | 3 – 1 | ポーランド     | ラウンド16 | 40,989 |
| 12月10日 | 18:00       | モロッコ | 1 – 0 | ポルトガル     | 準々決勝   | 44,198 |